# William Ferrari
William Ferrari (Argentina, 21 aprile 1901 – Los Angeles, 23 gennaio 1962) è stato uno scenografo statunitense.

## Filmografia parziale
- L'avventuriero della città d'oro (Barbary Coast Gent), regia di Roy Del Ruth (1944)
- L'ora di New York (The Clock), regia di Vincente Minnelli (1945)
- Le ragazze di Harvey (The Harvey Girls), regia di George Sidney (1946)
- La costola di Adamo (Adam's Rib), regia di George Cukor (1949)
- La sirena del circo (Texas Carnival), regia di Charles Walters (1951)
- Ti ho visto uccidere (Witness to Murder), regia di Roy Rowland (1954)
- La conquista del West (How the West Was Won), regia di John Ford, Henry Hathaway (1962)